# Batik Air Malaysia
Batik Air Malaysia, ehemals Malindo Air (offiziell Malindo Airways) ist eine malaysische Billigfluggesellschaft mit Sitz in Petaling Jaya und Basis auf dem Flughafen Kuala Lumpur. Der Name Malindo leitet sich von Malaysia und Indonesien ab.

## Geschichte
Malindo Air wurde am 12. September 2012 als Joint Venture zwischen National Aerospace and Defence Industries (NADI) (51 %) aus Malaysia und Lion Air aus Indonesien (49 %) gegründet. Der erste Start war für Mai 2013 angekündigt, die neue Fluggesellschaft startete ihren ersten Flug dann aber schon Mitte März 2013 mit Inlandsflügen in Malaysia.
Als weltweit erste Fluggesellschaft übernahm Malindo Air am 16. Mai 2017 eine Boeing 737-MAX (Kennzeichen 9M-LRC).
Im April 2022 wurde Malindo Air mit der indonesischen Batik Air verschmolzen und umbenannt in Batik Air Malaysia.

## Flugziele
Batik Air Malaysia bietet Flüge in ganz Asien an. Als Drehkreuz dienen die Flughäfen Kuala Lumpur und Kuala Lumpur-Sultan Abdul Aziz Shah. Es werden sowohl Flüge innerhalb Malaysias als auch nach Südost-, Ost- und Australasien angeboten.

## Flotte

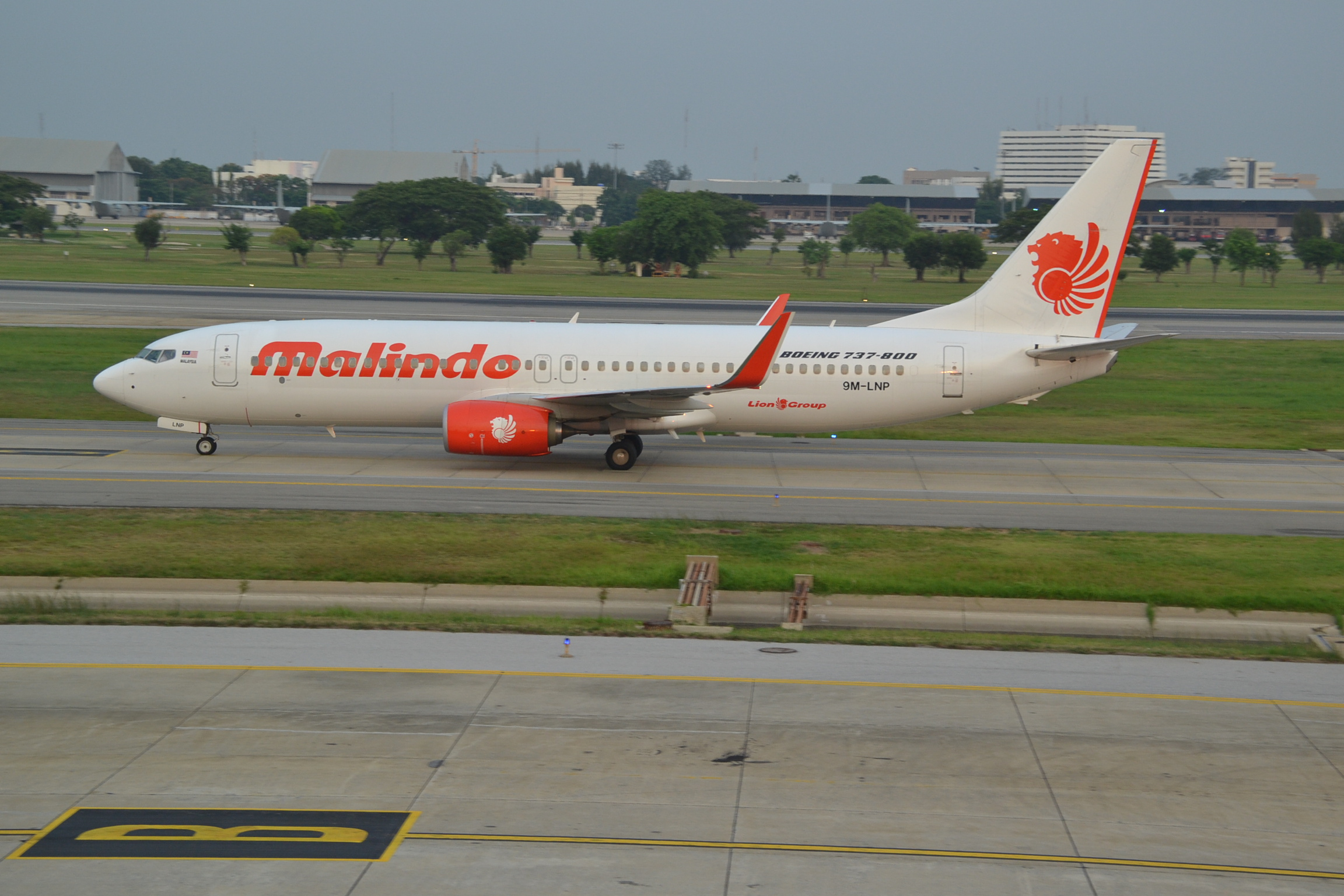
Boeing 737-800 der Malindo Air

Mit Stand Mai 2025 besteht die Flotte der Batik Air Malaysia aus 43 Flugzeugen mit einem Durchschnittsalter von 8,8 Jahren:
| Flugzeugtyp      | Anzahl | bestellt | Anmerkungen                             | Sitzplätze | Durchschnittsalter |
| ---------------- | ------ | -------- | --------------------------------------- | ---------- | ------------------ |
| Airbus A330-300  | 05     |          | einer inaktiv                           | 377        | 9,3 Jahre          |
| Boeing 737-800   | 21     |          | eine inaktiv; mit Winglets ausgestattet | 162        | 10,2 Jahre         |
| Boeing 737 MAX 8 | 17     |          |                                         | 162 180    | 7,0 Jahre          |
| Gesamt           | 43     | –        |                                         |            | 8,8 Jahre          |

### Ehemalige Flugzeugtypen
- ATR 72-600
- Boeing 737-900ER

## Trivia
- Mit dem Stand von Ende März 2023 fliegt die Batik Air Malaysia aktuell die längste Boeing 737 Max 8 Route (Kuala Lumpur-Melbourne) mit einer Länge von 6.306 Kilometern.[5]